# Eleições legislativas na Grécia em 1990
As Eleições legislativas na Grécia em 1990 foram realizadas em 8 de abril daquele ano. O partido conservador Nova Democracia, de Konstantínos Mitsotákis, foi eleito, derrotando o Movimento Socialista Pan-helénico (PASOK), de Andréas Papandréu. O Nova Democracia conquistou 151 das 300 cadeiras.

## Resultado
1. Nova Democracia, 3 088 137 votos, 46,9% do total, 151 cadeiras.
2. Movimento Socialista Pan-helénico, 2 543 042, 38,6% do total, 123 cadeiras.
3. Synaspismós, 677 059, 10,3% do total, 19 cadeiras.
4. Independentes, 66 861, 1,0% do total, 4 cadeiras.
5. Ecologistas, 50 686, 1,0% do total, 1 cadeira.
6. Muçulmanos, 45 981, 0,7% do total, 2 cadeiras.
7. Renovação Democrática, 44 077, 0,7% do total, 1 cadeira.